# Sherry Suyu
Sherry Suyu ist eine Astrophysikerin und Hochschullehrerin an der Technischen Universität München.

## Werdegang
Suyu studierte von 1997 bis 2001 Astrophysik an der Queen’s University in Kanada und promovierte 2008 am California Institute of Technology in Pasadena. Danach forschte sie als Postdoc an der Rheinischen Friedrich-Wilhelms-Universität Bonn, an der University of California, Santa Barbara und an der Stanford University. Von 2013 bis 2015 lehrte und forschte sie am Institut für Astronomie und Astrophysik der Academia Sinica (ASIAA) in Taiwan. Sie war dort Teil des Forschungsteams, das die am weitesten entfernte Gravitationslinse im Galaxienhaufen IRC 0218 (oder auch XMM-LSS J02182-05102) entdeckte.
Suyu ist Leiterin einer Forschungsgruppe am Max-Planck-Institut für Astrophysik und Professorin für Beobachtende Kosmologie an der Technischen Universität München. Suyus Forschungsschwerpunkte sind neben Beobachtender Kosmologie, Galaxienbildung und -evolution und Gravitationslinsen. Suyu leitet die H0LiCOW Kollaboration, bei der die aktuelle Expansionsrate des Universums mithilfe von Gravitationslinseneffekten von Quasaren ermittelt wird. Für ihre wissenschaftliche Leitung des Kollaborationsprojekts erhielt sie 2021 den Lancelot M. Berkeley-New York Community Trust Preis der American Astronomical Society (AAS). Ihre Forschungsarbeit findet auch Beachtung in der breiten Öffentlichkeit und wurde z. B. in National Geographic, The New York Times und The Guardian als Teil der globalen Suche nach der Hubble-Konstanten vorgestellt.

## Auszeichnungen
- 2022 Heinz-Maier-Leibnitz-Medaille
- 2021 Lancelot M. Berkley-New York Community Trust Preis der American Astronomical Society (AAS)[4]
- 2018 Emmy-Noether-Forschungsstipendium, Perimeter Institute in Kanada[8]
- 2017 European Research Council Consolidator Grant[9]
- 2013 Academia-Sinica-Preis